# 中星街道
中星街道，是中华人民共和国河南省焦作市山阳区下辖的一个乡镇级行政单位。

## 行政区划
中星街道下辖以下地区：
李河村、上马村、中马村、李贵作村、寺河村、高岭村、桶张河村、巡返村、庙河村和冯河村。